# Anders Hedberg
Anders Hedberg, född 25 februari 1951 i Husum i Grundsunda församling, är en svensk före detta professionell ishockeyspelare som var framgångsrik i WHA och NHL på 1970- och 1980-talen.
Anders Hedberg debuterade tidigt i landslaget och var med och spelade VM med Tre Kronor redan 1970. Han var bofast i landslaget tills han flyttade till Nordamerika för spel i Winnipeg Jets i WHA 1974. Han kom dock att spela Canada Cup för Tre Kronor både 1976 och 1981.
Innan dess studerade han till gymnastiklärare på Gymnastik- och idrottshögskolan i Stockholm.
Hedberg värvades 1974 till WHA-klubben Winnipeg Jets tillsammans med tre andra svenska spelare: Ulf "Lill-Pröjsarn" Nilsson, Lars-Erik Sjöberg och Curt Larsson. Hedberg och Nilsson kom att bilda den mest framgångsrika kedjan i WHA:s sjuåriga historia, den så kallade "Hotline" tillsammans med den från NHL värvade etablerade storstjärnan Bobby Hull. Anders Hedberg blev efter debutsäsongen 1974/75 utsedd till ligans Rookie of the Year. Han hade då gjort 100 poäng under säsongen (53 mål+47 assist). De följande tre säsongerna blev också mycket framgångsrika för Hedberg i Winnipeg Jets: laget gick till slutspelsfinal i Avco-Cup (WHA:s motsvarighet till Stanley Cup) alla tre åren och vann 1976 och 1978. Säsongen 1976/77 vann Anders Hedberg ligans skytteliga med 70 gjorda mål. När han och Nilsson tillsammans lämnade Winnipeg och WHA för spel i NHL-klubben New York Rangers var det den dittills dyraste övergången i nordamerikansk ishockey. De båda är de två spelarna i WHA:s historia som har bäst poänggenomsnitt per match, Nilsson lite högre än Hedberg. Hedberg gjorde under sina fyra säsonger i WHA aldrig färre än 50 mål och var aldrig sämre än på sjunde plats i poängligan.
När WHA:s Hall of Fame etablerades blev Anders Hedberg och de övriga medlemmarna i Hotline invalda.
Alla sina år i NHL tillbringade Hedberg i New York Rangers, där han gjorde 397 poäng på 465 matcher och var mycket populär. Bland annat utsågs han till klubbens mest värdefulle spelare en säsong och utsågs även till bäste lagkamrat på och utanför isen vid ett tillfälle. 1985 vann han Bill Masterton Memorial Trophy. Hedberg klassades som vår bäste proffsforward i Nordamerika i mitten på 70-talet.
Efter sin aktiva karriär blev han direkt utsedd till assisterande General Manager till Craig Patrick, den förste europé att ha en sådan framträdande roll i en NHL-klubb.
Därefter arbetade han som sportchef i AIK (första i Elitserien) och därefter först som scout och därefter utnämnd till assistent GM för Toronto Maple Leafs innan han blev general manager för Sveriges ishockeylandslag, inkluderat Tre Kronor, åren 2000–2002. De därpå följande fem åren var han Director of Player Personnel i Ottawa Senators, ansvarig för spelarutveckling och scouting. Från 2007 är han emellertid tillbaka i New York Rangers-organisationen som Europaansvarig för scoutningen av professionella spelare.
Från 2016 sitter Hedberg i Modo Hockeys sportråd.

## Statistik

### Klubbkarriär
| 1967–68    | Modo Hockey      | Div. I     | 21  | 12  | 6   | 18  | —   | —  | —  | —  | —  | —  |
| 1968–69    | Modo Hockey      | Div. I     | 19  | 10  | 12  | 22  | 2   | —  | —  | —  | —  | —  |
| 1969–70    | Modo Hockey      | Div. I     | 28  | 14  | 25  | 39  | —   | —  | —  | —  | —  | —  |
| 1970–71    | Modo Hockey      | Div. I     | 28  | 13  | 10  | 23  | 2   | —  | —  | —  | —  | —  |
| 1971–72    | Modo Hockey      | Div. I     | 8   | 4   | 5   | 9   | 0   | —  | —  | —  | —  | —  |
| 1972–73    | Djurgårdens IF   | Div. I     | 26  | 12  | 10  | 22  | 6   | —  | —  | —  | —  | —  |
| 1973–74    | Djurgårdens IF   | Div. I     | 28  | 17  | 13  | 30  | 6   | —  | —  | —  | —  | —  |
| 1974–75    | Winnipeg Jets    | WHA        | 65  | 53  | 47  | 100 | 45  | —  | —  | —  | —  | —  |
| 1975–76    | Winnipeg Jets    | WHA        | 76  | 50  | 55  | 105 | 48  | 13 | 13 | 6  | 19 | 15 |
| 1976–77    | Winnipeg Jets    | WHA        | 68  | 70  | 61  | 131 | 48  | 20 | 13 | 16 | 29 | 13 |
| 1977–78    | Winnipeg Jets    | WHA        | 77  | 63  | 59  | 122 | 60  | 9  | 9  | 6  | 15 | 2  |
| 1978–79    | New York Rangers | NHL        | 80  | 33  | 46  | 79  | 33  | 18 | 5  | 4  | 9  | 12 |
| 1979–80    | New York Rangers | NHL        | 80  | 32  | 39  | 71  | 21  | 9  | 3  | 2  | 5  | 7  |
| 1980–81    | New York Rangers | NHL        | 80  | 30  | 40  | 70  | 52  | 14 | 8  | 8  | 16 | 6  |
| 1981–82    | New York Rangers | NHL        | 4   | 0   | 1   | 1   | 0   | —  | —  | —  | —  | —  |
| 1982–83    | New York Rangers | NHL        | 78  | 25  | 34  | 59  | 12  | 9  | 4  | 8  | 12 | 4  |
| 1983–84    | New York Rangers | NHL        | 79  | 32  | 35  | 67  | 16  | 5  | 1  | 0  | 1  | 0  |
| 1984–85    | New York Rangers | NHL        | 64  | 20  | 31  | 51  | 10  | 3  | 2  | 1  | 3  | 2  |
| NHL totalt | NHL totalt       | NHL totalt | 465 | 172 | 226 | 398 | 144 | 58 | 22 | 24 | 46 | 31 |
| WHA totalt | WHA totalt       | WHA totalt | 286 | 236 | 222 | 458 | 201 | 42 | 35 | 28 | 63 | 30 |

### Internationellt
| År     | Lag     | Turnering |    | Matcher | Mål | Assist | Poäng | Utv |
| ------ | ------- | --------- | -- | ------- | --- | ------ | ----- | --- |
| 1970   | Sverige | VM        | 9  | 2       | 3   | 5      | -     |     |
| 1972   | Sverige | VM        | 10 | 6       | 5   | 11     | -     |     |
| 1973   | Sverige | VM        | 10 | 2       | 5   | 7      | -     |     |
| 1974   | Sverige | VM        | 10 | 7       | 3   | 10     | -     |     |
| 1976   | Sverige | CC        | 5  | 3       | 2   | 5      | -     |     |
| 1981   | Sverige | CC        | 5  | 4       | 2   | 6      | -     |     |
| Totalt | Totalt  | Totalt    | 49 | 24      | 20  | 44     |       |     |